# 中尾泰久
中尾 泰久（なかお やすひさ、1963年7月22日 - ）は、日本の経産官僚。双日常務執行役員。

## 来歴・人物
東京都立富士高等学校、東京大学法学部卒業後、1986年 通商産業省入省。ハーヴァード・ロースクール留学。大臣官房政策評価広報課課長補佐、産業技術環境局産業技術政策課企画担当、工業技術院研究業務課課長補佐、大臣官房会計課企画調査官などを経て、2003年 経済産業省商務情報政策局博覧会推進室長に起用された。
博覧会推進室長在任中、愛・地球博（愛知万博）の政府側責任者として、環境問題をめぐる意見対立のため前評判が極めて低かった同博覧会の準備事業立て直しに奔走。運営主体となる2005年日本国際博覧会協会の事務総長に就任した同省OBの中村利雄と組んで、先端ロボット導入や日本政府パビリオン（総合監督は渡辺貞夫、総館長は竹下景子）などの目玉事業を次々手がける。
一方、博覧会開催決定直後から長く確執が続いていたBIE（博覧会国際事務局）との関係を修復するとともに、一旦は不参加を表明していた米国の公式参加を実現した。愛知に続く2010年上海万博の開催計画審査に当たるBIE委員会においては、日本政府代表として副委員長を務めている。
博覧会を成功裡に終了させた後、2005年からジェトロ（日本貿易振興機構）ニューヨーク・センター産業調査員を経て、2007年に通商政策局国際経済課長兼通商交渉官に就任。2011年から特許庁総務部総務課長兼政策調整官、2013年6月から特許庁総務部長。2014年7月から株式会社産業革新機構専務執行役員に出向。2015年経済産業省大臣官房審議官（地域経済産業政策担当）、2016年6月27日財務省大臣官房参事官（副財務官、関税局・国際局担当）。2019年1月1日双日顧問。2020年4月1日双日執行役員ビジネスイノベーション推進担当本部長。2024年4月1日双日常務執行役員ビジネスイノベーション推進担当本部長兼経済安全保障担当

## 同期
通産省入省同期には、鈴木寛（参議院議員）、藤末健三（同）、岸博幸（慶應義塾大学教授、元竹中平蔵経済財政担当大臣秘書官）、後藤久典（元ミラノ国際博覧会日本政府代表）らがいる。